# Grundstücksrecht
Grundstücksrecht (auch Immobilienrecht genannt) bezeichnet ein Rechtsgebiet, das sich mit den wichtigen Vorschriften beschäftigt, die in den Bereichen des Erwerbs, der Veräußerung und Verwaltung von Grundstücken eine Rolle spielen. Grundstücksrecht wird oft als Immobilienrecht bezeichnet, obwohl der Begriff Immobilienrecht kein einheitliches Rechtsgebiet in der Bundesrepublik Deutschland umfasst. Das Grundstücksrecht und das Immobilienrecht umfassen verschiedene einzelne Spezialgesetze. Das wichtigste ist das BGB 3. Buch Sachenrecht.

## Allgemeines
Der Begriff Grundstück wird allgemein definiert als ein nach außen erkennbar abgetrennter Teil der Erdoberfläche, der auf eine bestimmte Art und Weise genutzt wird.
Nach der juristischen Definition des Grundstücks im Sinne des BGB und der Grundbuchordnung (GBO) definiert sich ein Grundstück nach den Merkmalen:
(a) durch amtliche Vermessung bestimmter
(c) individualisierter Teil der Erdoberfläche.
Dabei kann ein Grundstück sowohl auf einem gesonderten Grundbuchblatt als auch lediglich unter einer bestimmten Nummer eines gemeinschaftlichen Grundbuchblattes geführt werden (§ 3 GBO).
In der Bundesrepublik Deutschland und ihren 16 Bundesländern gibt es ein amtliches Verzeichnis (Kataster), das alle Grundstücke als vermessene und kartenmäßig beschriebene Einheiten erhält und als „Katasterparzellen“ mit einer Flurstücksnummer bezeichnet. Beim Grundstück und Immobilien allgemein wird zwischen wesentlichen Bestandteilen (§ 94 BGB), Rechte als Bestandteile eines Grundstücks und Zubehör (§ 97 BGB) unterschieden. In der Regel wird das Grundstück durch einen notariell beurkundeten Kaufvertrag erworben und damit auch das auf dem Grundstück stehende Gebäude, weil es wesentlicher Bestandteil nach § 94 BGB ist.

## Grundsätze im Sachenrecht
Die sachenrechtlichen Grundsätze sind im Grundstücksrecht zu beachten. Das sind das Absolutheitsprinzip, der Typenzwang, die Publizität, der Spezialitätsgrundsatz, der Bestimmtheitsgrundsatz sowie das Abstraktions- und Trennungsprinzip. Die dingliche Haftung spielt eine Rolle bei Schuldverhältnissen.

## Rechtsgrundlagen im deutschen Grundstücksrecht
- Allgemeine Rechtsgrundlagen sind insbesondere:
  - Bürgerliches Gesetzbuch (BGB), 3. Buch Sachenrecht,
  - Grundbuchordnung (GBO),
  - Wohnungseigentumsgesetz (WEG),
  - Erbbaurechtsgesetz (ErbbauRG),
  - Bundesnotarordnung (BNotO),
  - Beurkundungsgesetz (BeurkG).
- Besondere Rechtsgrundlagen:
  - Katasterrecht,
  - Baurecht,
  - Architektenrecht,
  - Steuerrecht

Im Grundstücksrecht sind – steuerrechtlich – die Vorschriften über die Grundsteuer und die Grunderwerbssteuer von Bedeutung. Die bis 2024 übliche Erhebung der Grundsteuer auf Basis der Einheitswerte wurde – einem Urteil des Bundesverfassungsgerichts (BVerfG) folgend –  durch bundeslandspezifische Neuregelungen ersetzt, die seit 2025 wirksam sind.

## International
In Österreich beruht wie in Deutschland und der Schweiz das Grundstücksrecht weitgehend auf römisch-rechtlichen Grundsätzen, so dass viele Rechtsgrundlagen ähnlich geregelt sind, auch wenn sie teilweise anders benannt sind (das deutsche Zubehör heißt beispielsweise Zugehör (Österreich) oder Zugehör (Schweiz)). Zum österreichischen Grundstücksrecht gehören unter anderem Baurecht, Grundbuchrecht, Grundpfandrechte, Nachbarrecht, Wohnungseigentumsrecht oder Wohnungsgebrauchsrecht. Geregelt sind sie im ABGB oder in Spezialgesetzen.
Auch in der Schweiz beinhaltet das Grundstücksrecht verschiedene Rechtsgebiete wie Baurecht, Dienstbarkeiten, Grundpfandrechte, Kauf- und Schenkungsverträge sowie Erbvorbezüge, Nachbarschaftsrecht, Nutznießungs- und Wohnrecht, Parzellierungen und Vereinigungen sowie Stockwerkeigentumsrecht. Geregelt sind diese unter anderem im Obligationenrecht, im Zivilgesetzbuch und in Spezialgesetzen.
In Frankreich ist das Grundstücksrecht (französisch droit immobilier) im Code civil (Art. 516 ff. CC, Art. 1582 ff. CC), Code de la Construction et de l’Habitation (Baurecht, Bauträgerrecht, Erbbaurecht), Dekret n. 55-22 vom 4. Januar 1955 (Publizität von Grundstückssachen), Dekret n. 55-1350 vom 14. Oktober 1955 (formelles Liegenschaftsrecht) oder dem Loi n. 65-557 vom 10. Juli 1965 (Wohnungseigentumsgesetz; französisch Fixant le statut de la coproprieté des immeubles bâtis) geregelt. Das Eigentum (französisch proprieté) gewährt das Recht, ein Grundstück zu nutzen und in absolut unbeschränkter Weise darüber zu verfügen (Art. 544 CC). Neben Grund und Boden und Gebäuden gehören zum Grundeigentum auch die Ernte auf dem Halm sowie Früchte auf Bäumen (Art. 516, 520 CC). Das Grundstücks- und Hypothekenregister (französisch bureau de la conservation des hypothèques) ist in Arrondissements angesiedelt. Es erfasst im Hauptregister die Hypotheken, alle übrigen grundstücksbezogenen Vorgänge und Pfändungen. Die „wiederauffüllbare Hypothek“ (französisch hypothèque rechargeable) ist eine Hypothek, aber „wiederauffüllbar“, also revalutierbar, was wirtschaftlich der Sicherungsgrundschuld entspricht. Im Nebenregister wird der für die Rangfolge wichtige Zeitpunkt des Antragseingangs festgehalten. Zudem enthält die Grundkartei (französisch fichier immobilier) die Eigentumsverhältnisse (französisch ficher personelles), die Grundstückskartei (französisch fiches d’immeuble) sowie die Parzellenkartei (französisch fiches parcellaires).
Im Common Law stellt das Grundstücksrecht (englisch real property law) die wohl eigentümlichste und vom kontinentaleuropäischen Recht am stärksten abweichende Materie überhaupt dar. Rechtsquellen sind vor allem der Law Property Act (1925), Land Charges Act (1972), der Land Registration Act (2002) und der Commonhold and Leasehold Reform Act (2002). Formal gibt es in England und Wales kein absolutes Eigentum an Grundstücken, denn das Land gehört der Krone. Zentrale Begriffe sind seit 1925 das „Freilehen“ (englisch freehold) und die Erbpacht (englisch leasehold). „Freehold“ bedeutet, dass das Objekt frei verfügbar ist und dass es auf einem Grund und Boden steht, an welchem kein anderer als der Eigentümer (englisch proprietor) über ein Eigentumsrecht verfügt. Als frei verfügbares Eigentum kann ein freehold-Objekt einschließlich Grundstück auf einen Erwerber zeitlich unbegrenzt übergehen. Die mit „Leasehold“ gekennzeichneten Objekte oder auch Eigentumswohnungen können zwar beliebig verkauft werden, aber ohne das Grundstück, auf welchem sie stehen. An diesem hat der Immobilienkäufer lediglich ein Pachtrecht (englisch right of lease). Ein dingliches Recht liegt bei einem „lease“ erst vor, wenn er für mindestens 21 Jahre (englisch long lease) geschlossen wird. Ein „Leasehold“ kann mit einer Mortgage (Hypothek) oder Grundschuld (englisch land charge) als Kreditsicherheit belastet werden. Wesentliche Rechtsgrundlage des Mietrechts ist das Landlord and tenant law.